# Кароль Фредро
Кароль Фредро (пол. Karol Fredro; пом. 12 липня 1669) — польський шляхтич, військовик, урядник Республіки Обох Націй (Речі Посполитої).

## Життєпис
Батько — Зиґмунт Фредро (пом. 1663) — дідич Хідновичів, сяноцький каштелян. Мати — його дружина Тереза Сьлєзановська. 
Був багатим, утримував своїм коштом відділ з кількох десятків «ґуралів», за «допомогою» яких тероризував навколишню сільську людність, шляхту. Завдяки посаді батька у 1662, 1666 роках його обирали послом Сейму, у 1668 році — каптуровим суддею Руського воєводства. 1668 року звів нанівець намагання комісара короля виконати декрет щодо поселення, яке займав. 1669 року під час сеймику напав на львівського підкоморія Пйотра Ожґу.
Під час обрання («елекції») короля 1669 року під час суперечки за житло напав на генерала артилерії Марціна Контського. 12 липня 1669 року в будинку Адама Котовського Марцін Контський, захищаючись від нападу, уколом шпаги вбив коросненського старосту Кароля Фредра; випадок позначився на кар'єрі Контського — Трибунал виніс вирок 6 місяців в'язниці, сплату штрафу в розмірі 3000 гривень. Спочатку в нього відібрали всі посади, звання, але на сеймі 1669 року вони були поновлені.
Його скарбницю (зокрема, мав 400 кг срібла) привласнив Александер Фредро.